# Młynowce (rejon tarnopolski)
Młynowce (ukr. Млинівці, Młyniwci) – wieś na Ukrainie, w  obwodzie tarnopolskim, w rejonie tarnopolskim.
Znajduje się tu stacja kolejowa Zborów, położona na linii Tarnopol – Lwów.
Do 2020 w rejonie zborowskim.